# Ochogona gallitarum
Ochogona gallitarum är en mångfotingart som först beskrevs av Henri W. Brölemann 1900.  Ochogona gallitarum ingår i släktet Ochogona och familjen knöldubbelfotingar. Inga underarter finns listade i Catalogue of Life.